# Carmen Monarcha
Carmen Monarcha (Belém, 27 de agosto de 1979) é uma cantora lírica brasileira, integrante da Johann Strauss Orquestra, do maestro holandês André Rieu.
Reside em Maastricht, nos Países Baixos.

## Biografia
Nascida em uma família de artistas, seu pai é escritor e sua mãe, Marina Monarcha, também cantora.  Ainda muito jovem, aprendeu a tocar violoncelo e piano, tendo voltado seus estudos objetivando tornar-se violoncelista de concerto. No entanto buscou aperfeiçoar sua voz e receber lições de canto, tornando-se cantora lírica.
Durante sua carreira artística, conheceu Carla Maffioletti e dela tornou-se amiga. Ambas partiram juntas para o conservatório de música Conversatorium Maastricht, nos Países Baixos. Lá foi contratada como vocalista pelo maestro André Rieu, realizando turnês na Europa e Estados Unidos com sua orquestra. Carmen cativou os ouvintes cantando Vilja Lied.
Recebeu o aplauso da crítica ao vencer o Concurso Internacional de Canto Bidu Sayão, competição anual realizada no Brasil, cujo nome homenageia a famosa cantora de ópera.
Retornou ao Brasil assim que concluiu seus estudos, mas já em 2003 voltou à Europa, dessa vez como solista na turnê anual de Rieu, lá permanecendo até hoje.
Carmen, uma soprano, participou em diversos álbuns de Rieu e em muitos programas de televisão nos Estados Unidos. Sua performance de O mio babbino caro, de Giacomo Puccini, é bastante elogiada, assim como sua Habanera de Carmen, apresentada na PBS norte-americana.

## Discografia
CD
- Carmen Monarcha 2013 - Carmen Monarcha &  Miguel Briamonte
- Greatest Hits - 2009 - Andre Rieu & Johann Strauss Orchestra
- In love with Maastricht - 2013 - Andre Rieu & Johann Strauss Orchestra
- Live in Dresden - 2009 - Andre Rieu & Johann Strauss Orchestra
- Forever Vienna - 2010 Andre Rieu & Johann Strauss Orchestra
- Live in Sydney - 2000 - Andre Rieu & Johann Strauss Orchestra
- Dancing through the Skies - 2009 Andre Rieu & Johann Strauss Orchestra
- Roses from the South - 2010 - Andre Rieu & Johann Strauss Orchestra
- Live in Australia - 2009 - Andre Rieu & Johann Strauss Orchestra
- Live in Vienna - 2008 - Andre Rieu & Johann Strauss Orchestra
- In Wonderland - 2007 - Andre Rieu & Johann Strauss Orchestra

DVD
- Carmen Monarcha 2013 - Carmen Monarcha &  Miguel Briamonte
- Live in Brazil - 2013 - Andre Rieu & Johann Strauss Orchestra
- 25 Jahre JSO - 2012 - Andre Rieu & Johann Strauss Orchestra
- Iara - 2012 - Festival de Ópera do Theatro da Paz
- Fiesta Mexicana - 2011- Andre Rieu & Johann Strauss Orchestra
- Maastricht 4 - 2010 - Andre Rieu & Johann Strauss Orchestra
- Roses from the South - 2010 -Andre Rieu & Johann Strauss Orchestra
- Live in Sidney - 2009 -  Andre Rieu & Johann Strauss Orchestra
- Live in Dresden - 2009 - Andre Rieu & Johann Strauss Orchestra [6]